# Edna Marion
Edna Marion o anche Marian, pseudonimi di Edna Hannam (Chicago, 12 dicembre 1906 – Hollywood, 2 dicembre 1957) è stata un'attrice statunitense.

## Biografia
Piccola, bionda e con gli occhi grigi, studiò a New York dove fece qualche esperienza di comparsa teatrale. Trasferitasi a Los Angeles, a partire dal 1924, con Broadway Beauties di Edward Ludwig, iniziò a recitare una serie di comiche che furono la costante nella sua carriera. Ebbe per registi, tra gli altri, William Watson e Francis Corby, e per compagni di set Charley Chase, Stan Laurel e Oliver Hardy.
Nel 1926 fu scelta tra le tredici promettenti WAMPAS Baby Stars, tra le quali erano Mary Astor, Joan Crawford e Janet Gaynor, ma la sua attività rimase confinata nel genere della comica muta e con l'avvento del sonoro Edna Marion lasciò il cinema. Aveva sposato Harold Naisbitt (1902-1965). Morì di polmonite a 51 anni nel 1957 e fu sepolta nell'Holy Cross Cemetery di Culver City.

## Riconoscimenti
- WAMPAS Baby Star nel 1926

## Filmografia parziale
- Broadway Beauties
- Her Daily Dozen
- Broadway Beauties (1924)
- Stranded (1925)
- Say It with Love

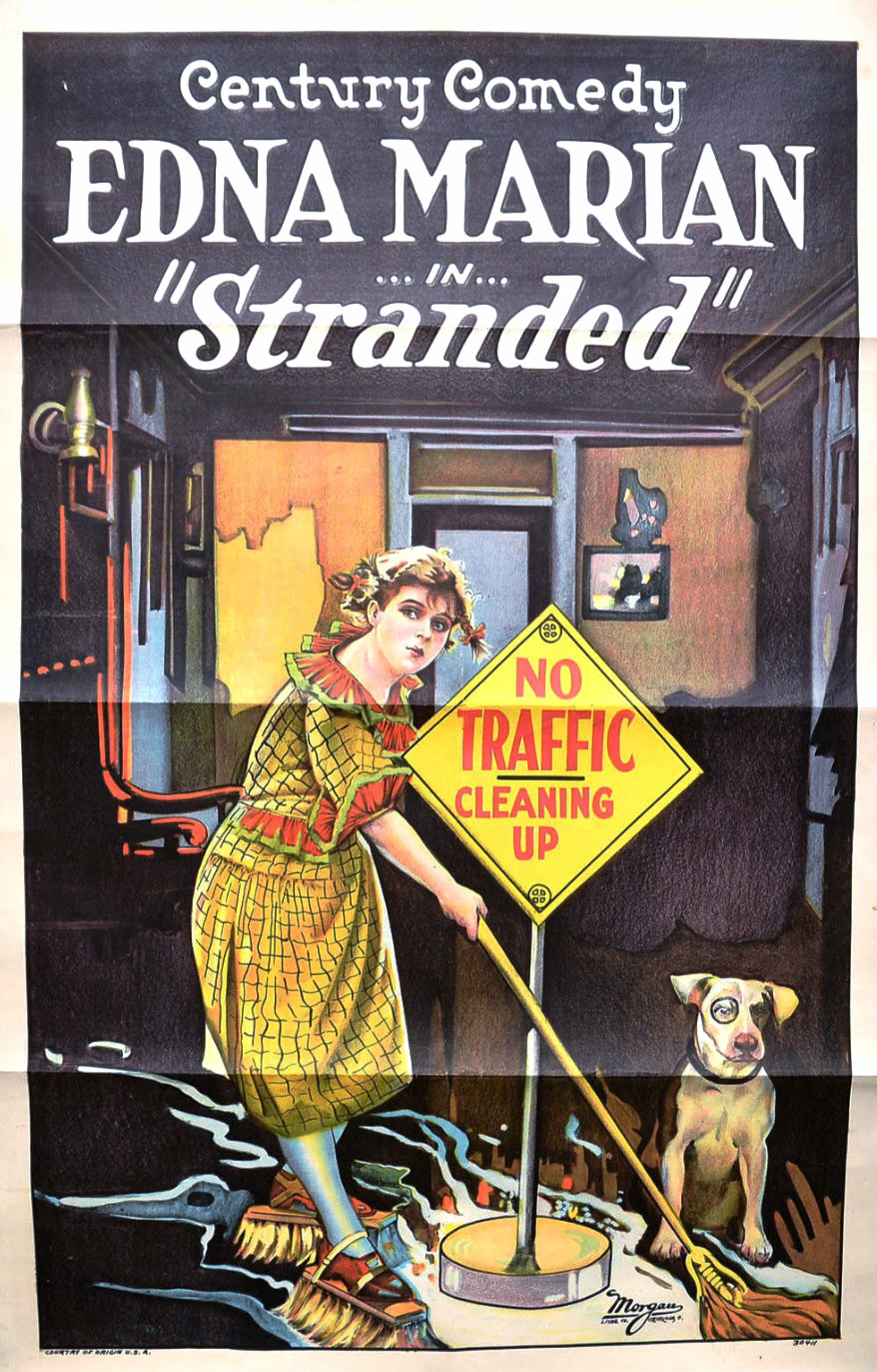
Poster del film Stranded

- The Mad Racer, regia di Benjamin Stoloff - cortometraggio (1926)
- The Still Alarm, regia di Edward Laemmle (1926)
- A Haunted Heiress
- Movie Madness
- The Call of the Wilderness (1926)
- Busy Lizzie (1927)
- Come mi pento (1927)
- Elefanti che volano (1928)
- Pranzo di gala (1928)
- Gli uomini sposati devono andare a casa? (1928)
- Skinner Steps Out (1929)
- Today (1930)
- Marriage Rows (1931)
- Il dottor Miracolo (1932)